# محمد سهلي
محمد سهلي (مواليد 4 ماي 1955) هو عداء سعودي، مثّل بلاده خلال الألعاب الأولمبية الصيفية 1976.

## المشاركة الأولمبية

### مونتريال 1976
ألعاب القوى – 100 متر – رجال
- أُجري السباق بتاريخ 23 يوليو 1976

| الرُّتبة | المجموعة 2                          | الزمن |
| ------ | ----------------------------------- | ----- |
| 1.     | لام جونز (الولايات المتحدة)         | 10.43 |
| 2.     | أمادو ميتي (ساحل العاج)             | 10.53 |
| 3.     | إينسلي ارمسترونغ (ترينيداد وتوباغو) | 10.59 |
| 4.     | مايك شارب (برمودا)                  | 10.70 |
| 5.     | دومينيك شوفيلوت (فرنسا)             | 10.79 |
| 6.     | محمد سهلي (السعودية)                | 11.10 |
| 7.     | فيرنر باستيانس (ألمانيا الغربية)    | 11.17 |
| 8.     | أرماندو باديلا (نيكاراغوا)          | 11.52 |

مرجع:
ألعاب القوى – 100 متر تتابع – رجال

#### المجموعة 2
| الرُّتبة | البلد                  | الرياضيون                                                                      | الزمن |
| ------ | ---------------------- | ------------------------------------------------------------------------------ | ----- |
| 1.     | ألمانيا الشرقية (GDR)  | • مانفريد كوكوت • يورغ بفيفر • كلاوس ديتر كورات • ألكساندر ثيم                 | 39.42 |
| 2.     | ألمانيا الغربية (FRG)  | • كلاوس إهل • كلاوس بيلر • ديتر شتاينمان • راينهارد بورشيرت                    | 39.63 |
| 3.     | الاتحاد السوفيتي (URS) | • ألكسندر أكسينين • نيكولاي كوليسنيكوف • جوريس سيلوفز • فاليري بورزوف          | 39.98 |
| 4.     | السنغال (SEN)          | • كريستيان دوروساريو • مومار نداو • باركا سي • أداما فال                       | 40.40 |
| 5.     | تايلاند (THA)          | • أنات راتانبول • سوشارت جيرساروراب • سومساك بونتود • سايان باراتانافونج       | 40.53 |
| 6.     | الكويت (KUW)           | • عبد العزيز عبد الكريم • عبد الكريم العواد • إبراهيم الرابح • عبد اللطيف عباس | 41.61 |
| 7.     | السعودية (KSA)         | • محمد سهلي • محمد علي المالكي • سالم خليفة • حامد علي                         | 42.00 |

مرجع:

## وصلات خارجية
- محمد سهلي على موقع أوليمبيديا (الإنجليزية)